# Şekerpare

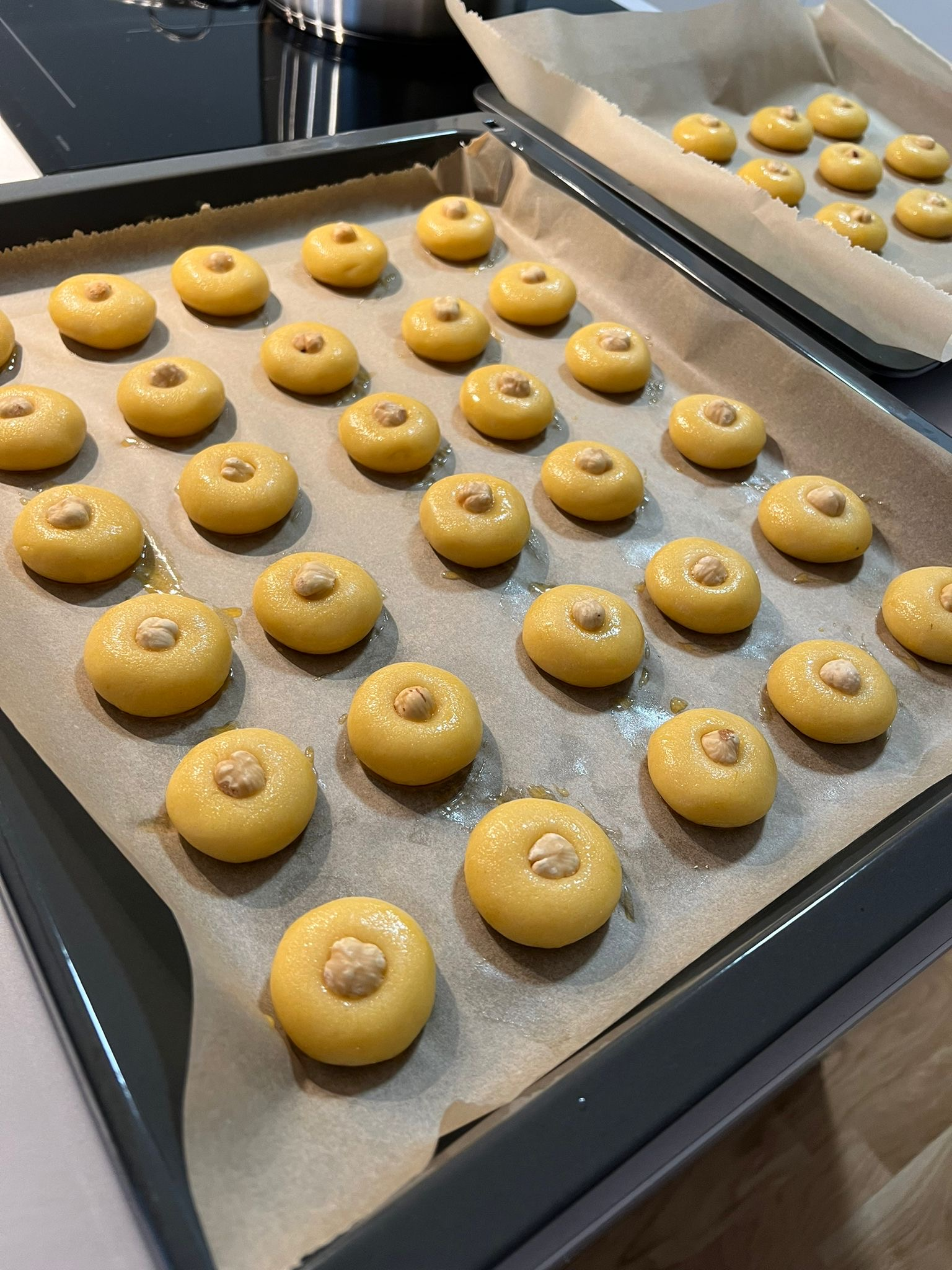
Ungebackene Şekerpare mit Haselnüssen

Şekerpare ist ein traditionelles türkisches Süßgebäck, das vor allem für seinen süßen, sirupgetränkten Geschmack bekannt ist. Es gehört zu den klassischen Desserts der türkischen Küche und wird oft zu besonderen Anlässen, Festen oder als Dessert nach dem Abendessen serviert. Şekerpare wird oft mit einem Glas Türkischem Tee oder einer Tasse Kaffee serviert.

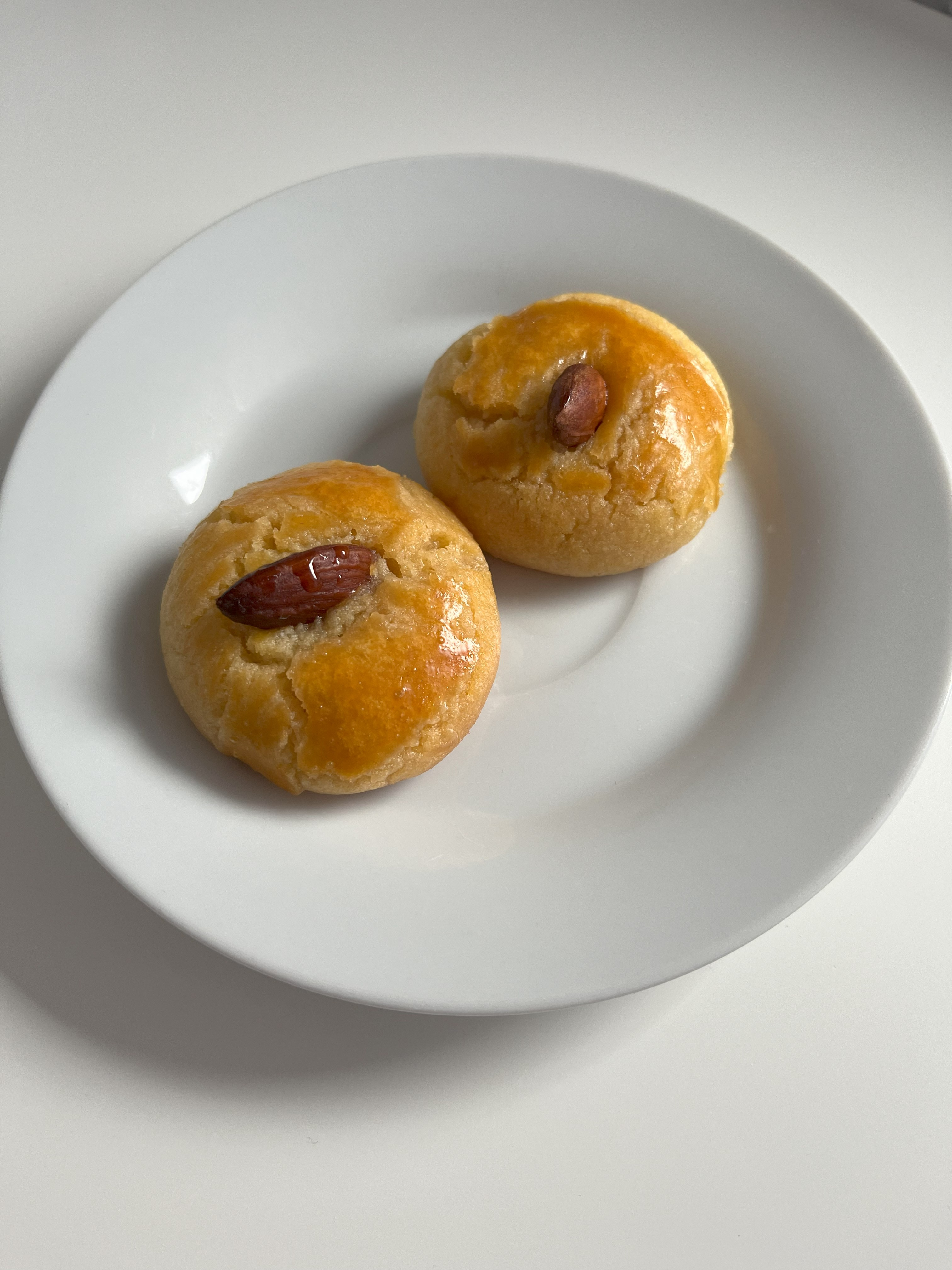
Şekerpare mit Mandel

## Etymologie
Der Name „Şekerpare“ ist ein Kompositum aus den Wörtern „Şeker“ (türkisch „Zucker“) und „pare“ (türkisch „Stück“) und bedeutet übersetzt etwa „Zuckerstück“.

## Zubereitung
Zunächst müssen Grieß, Butter, Zucker, Eier und Backpulver zu einem weichen, aber formbaren Teig verknetet werden. Aus dem Teig werden kleine, runde oder ovale Bällchen geformt. Oft wird eine Mandel oder Haselnuss in die Mitte gedrückt. Anschließend werden die geformten Şekerpare im Ofen goldbraun gebacken.
In einem zweiten Schritt muss das sogenannte Şerbet (türkisch „Zuckersirup“) hergestellt werden. Dieser wird aus Wasser, Zucker und einem Spritzer Zitronensaft aufgekocht.
Abschließend wird der heiße Sirup über das abgekühlte Gebäck gegossen oder umgekehrt. Das Gebäck saugt den Sirup vollständig auf und erhält so seine typische Konsistenz.